# Ron Johnson (baseball)
Pour les articles homonymes, voir Johnson et Ron Johnson.
Ronald David Johnson (né le 23 mars 1956 à Long Beach, Californie, et mort le 26 janvier 2021 à Murfreesboro, Tennessee) est un joueur de premier but, instructeur et manager de baseball. Il joue dans les Ligues majeures de baseball de 1982 à 1984 pour les Royals de Kansas City et les Expos de Montréal. Il dirige depuis 2012 les Tides de Norfolk, un club des ligues mineures de baseball.

## Carrière de joueur
Ron Johnson joue son baseball collégial au Collège Fullerton de Fullerton en Californie lorsqu'il est repêché par les Angels de la Californie au 13e tour de sélection en janvier 1976. Il repousse l'offre et s'engage plutôt à l'Université d'État de Californie à Fresno. Il signe un contrat avec les Royals de Kansas City, qui le repêchent au 24e tour de sélection en juin 1978.
Johnson débute dans le baseball majeur avec les Royals le 12 septembre 1982. Il réussit quatre coups sûrs, dont deux doubles, en huit parties à la fin de cette saison. Il n'est rappelé des ligues mineures par les Royals que pour neuf matchs la saison suivante. Le 15 décembre 1983, Kansas City cède Johnson aux Expos de Montréal en échange du lanceur droitier Tom Dixon. Le nouveau venu ne dispute que cinq parties dans l'uniforme montréalais en 1984, sa dernière dans les majeures le 22 juin. Essentiellement un joueur de ligues mineures, Johnson joue à ce niveau comme premier but pour des clubs affiliés aux Royals, aux Expos, aux Tigers de Détroit et aux White Sox de Chicago et met fin à sa carrière de joueur après la saison 1985. En 22 parties dans le baseball majeur de 1982 à 1984, il compte 12 coups sûrs, aucun coup de circuit, deux points produits, quatre points marqués et sa moyenne au bâton s'élève à ,261.

## Carrière d'instructeur
Peu après la fin de sa carrière de joueur, Ron Johnson devient instructeur dans les ligues mineures pour des clubs affiliés aux Royals de Kansas City. Instructeur de 1986 à 1991, il devient manager d'un club-école des Royals dans la Florida State League en 1992 et dirige diverses équipes de l'organisation pendant huit années. En 1995, il est nommé gérant de l'année en Texas League pour son travail à la barre des Wranglers de Wichita, un club-école de niveau AA. En 1998, il prend les commandes du club-école AAA d'Omaha et les mène à la première place de la Ligue de la côte du Pacifique en 1999. Les équipes menées par Johnson connaissent des saisons gagnantes six fois en huit ans entre 1992 et 1999.
En 2000, il quitte l'organisation des Royals de Kansas City pour se joindre à celle des Red Sox de Boston. Il y dirige divers clubs, notamment l'équipe AAA de Pawtucket de 2005 à 2009.
Le 23 novembre 2009, Ron Johnson est engagé comme instructeur au premier but des Red Sox de Boston, faisant en 2010 ses débuts dans les majeures dans les fonctions d'entraîneur. Il y demeure deux saisons mais son contrat n'est pas renouvelé après la fin de saison 2011 désastreuse des Red Sox qui mène au départ du gérant Terry Francona.
Au début 2012, il est engagé par les Orioles de Baltimore et devient gérant de leur club-école AAA, les Tides de Norfolk.

## Vie personnelle
Ron Johnson et son épouse Daphane ont cinq enfants : trois filles et deux fils.
Le 1er août 2010, une des filles de Ron Johnson, Bridget, âgée de 10 ans, est gravement blessée et doit être amputée d'une jambe après une collision entre le cheval qu'elle montait et une voiture près de la ferme familiale à Morrison dans le Tennessee. L'accident provoque une vague de sympathie pour les Johnson, le joueur Kevin Youkilis des Red Sox offrant un nouveau cheval à la jeune fille et les Yankees de New York, éternels rivaux des Sox, aidant financièrement la famille à payer les frais médicaux.
Chris Johnson, fils de Ron né en 1984, fait ses débuts dans le baseball majeur comme joueur de troisième but des Astros de Houston en 2009.